# Myrmecophaga
Los osos hormigueros gigantes, osos bandera, yurumíes u osos palmeros (Myrmecophaga) constituyen un pequeño género de osos hormigueros representados por dos especies, una extinta y otra viviente (Myrmecophaga tridactyla) la que habita en América Central y del Sur.

## Taxonomía
Este género fue descrito originalmente en el año 1758 por el científico, naturalista, botánico y zoólogo sueco Carlos Linneo, quien es el creador de los fundamentos para el esquema moderno de la nomenclatura binomial y fundador de la moderna taxonomía.
La descripción se realizó al mismo tiempo que la de su especie tipo: Myrmecophaga tridactyla. La publicación la efectuó en la décima edición de su obra cumbre, su Systema naturæ.
Subdivisión
Este género se compone de 2 especies: 
- Myrmecophaga tridactyla Linnaeus, 1758
- Myrmecophaga caroloameghinoi † (Kraglievich, 1934)

En los primeros lustros del siglo XXI, el zoólogo neerlandés -nacionalizado brasileño- Marcus Gerardus Maria (Marc) van Roosmalen, dio a conocer la existencia de una tercera especie del género Myrmecophaga, la que sería la segunda viviente, el oso hormiguero gigante arborícola. Este taxón aún no cuenta con una descripción formal. Según el propio van Roosmalen, esta nueva especie tiene la particularidad de trepar a los árboles, algo que no hace la especie viviente tradicional. Todavía no ha logrado adquirir restos de algún espécimen que permita una publicación respetando las normas impuestas por el código de nomenclatura zoológica, si bien ha logrado videofilmarlo en su ambiente natural, la selva tropical amazónica del centro-norte del Brasil.

## Características
El cuerpo de la especie viviente mide entre 100 y 120 cm de longitud y su cola de 60 a 90 cm; pesa de 25 a 39 kg (la especie extinta era menor). Cuenta con un hocico muy alargado y cónico carente de dientes y una igualmente alargada lengua de 60 cm, recubierta por una substancia adherente que le permite recolectar su alimento: hormigas y termitas que caza de sus grandes y fuertes nidos, a los que rompe utilizando sus poderosas garras curvas presentes en sus patas delanteras.
Cuenta con una cola espesa, con abundantes cerdas largas y gruesas, que emplea como abrigo para cubrir su cuerpo durante las noches frías.

## Distribución y hábitat
La especie viviente se distribuye en América Central y en el norte y centro de América del Sur. Originalmente presentaba poblaciones desde Belice por el norte hasta Uruguay por el sur. La destrucción de su hábitat y la caza ilegal lo han tornado una especie en retroceso numérico, provocándole su total extinción en Guatemala, El Salvador, Uruguay y posiblemente Belice. En todos los países de Centroamérica ya es un animal muy raro. Las poblaciones sudamericanas se encuentran en mejor estado de conservación, llegando las más australes al norte de la Argentina.
La especie extinta habitó más al sur, alcanzando los 39°S en la zona de Monte Hermoso, al sudoeste de la provincia de Buenos Aires, en el centro-este de la Argentina.